# CSKA Moskva (hokejový klub)
CSKA Moskva (ru: ЦСКА Москва) je hokejový klub z Moskvy, který hraje Kontinentální hokejovou ligu v Rusku. V současnosti je prezidentem klubu bývalý hráč Sergej Fjodorov.

## Historické názvy
- 1946 – CDKA (Ústřední dům Rudé armády)
- 1951 – CDSA (Ústřední dům sovětské armády)
- 1954 – CSK MO (Ústřední sportovní klub ministerstva obrany)
- 1959 – CSKA (Ústřední armádní sportovní klub)

## Vítězství
- Sovětská liga ledního hokeje 32krát – 1948, 1949, 1950, 1955, 1956, 1958, 1959, 1960, 1961, 1963, 1964, 1965, 1966, 1968, 1970, 1971, 1972, 1973, 1975, 1977, 1978, 1979, 1980, 1981, 1982, 1983, 1984, 1985, 1986, 1987, 1988, 1989
- Kontinentální hokejová liga – Gagarinův pohár: 2krát – 2018/2019, 2021/2022
- Evropský hokejový pohár 20krát – 1969, 1970, 1971, 1972, 1973, 1974, 1976, 1978, 1979, 1980, 1981, 1982, 1983, 1984, 1985, 1986, 1987, 1988, 1989, 1990
- Spenglerův pohár – 1991
- Pohár Pajulahti – 2005

## Přehled účasti v KHL
| Rusko                       |                          |                                                                       |                     |
| Sezóny                      | Soutěž                   | Play off                                                              | Kapitán             |
| 2008/2009                   | KHL                      | Čtvrtfinále (prohra 0:3 na zápasy s HK Dynamo Moskva)                 | bez kapitána        |
| 2009/2010                   | KHL                      | Osmifinále (prohra 0:3 na zápasy s HK MVD Balašicha)                  | Konstantin Kornějev |
| 2010/2011                   | KHL                      | Ne                                                                    | Nikolaj Pronin      |
| 2011/2012                   | KHL                      | Osmifinále (prohra 1:4 na zápasy s SKA Petrohrad)                     | Nikolaj Pronin      |
| 2012/2013                   | KHL                      | Čtvrtfinále (prohra 1:4 na zápasy s HK Dynamo Moskva)                 | Alexandr Radulov    |
| 2013/2014                   | KHL                      | Osmifinále (prohra 0:4 na zápasy s SKA Petrohrad)                     | Alexej Morozov      |
| 2014/2015                   | KHL Vítěz základní části | Semifinále (prohra 3:4 na zápasy s SKA Petrohrad)                     | Denis Denisov       |
| 2015/2016                   | KHL Vítěz základní části | Finále (prohra 3:4 na zápasy s Metallurg Magnitogorsk)                | Denis Denisov       |
| 2016/2017                   | KHL Vítěz základní části | Čtvrtfinále (prohra 2:4 na zápasy s Lokomotiv Jaroslavl)              | Denis Denisov       |
| 2017/2018                   | KHL                      | Finále (prohra 1:4 na zápasy s Ak Bars Kazaň)                         | Michail Naumenkov   |
| 2018/2019                   | KHL Vítěz základní části | Finále (vyhra 4:0 na zápasy s Avangard Omsk) Gagarinův pohár          | Sergej Andronov     |
| 2019/2020                   | KHL Vítěz základní části | play off se nedohrálo do konce                                        | Sergej Andronov     |
| 2020/2021                   | KHL Vítěz základní části | Finále (prohra 2:4 na zápasy s Avangard Omsk)                         | Sergej Andronov     |
| 2021/2022                   | KHL                      | Finále (vyhra 4:3 na zápasy s Metallurg Magnitogorsk) Gagarinův pohár | Sergej Andronov     |
| 2022/2023                   | KHL                      | Finále (vyhra 4:3 na zápasy s Ak Bars Kazaň) Gagarinův pohár          | Nikita Něstěrov     |
| 2023/2024                   | KHL                      | Osmifinále (prohra 1:4 na zápasy s Lokomotiv Jaroslavl)               | Nikita Něstěrov     |
| 2024/2025                   | KHL                      | Osmifinále (prohra 2:4 na zápasy s HK Dinamo Minsk)                   | Nikita Něstěrov     |
| Zdroj na Eliteprospects.com |                          |                                                                       |                     |

## Češi a Slováci v týmu
| Ročník                                                                   | Hráči ČR                                          | Hráči SR                                            | Link |
| ------------------------------------------------------------------------ | ------------------------------------------------- | --------------------------------------------------- | ---- |
| 2001/2002                                                                | Jan Boháček                                       | nikdo                                               |      |
| 2002/2003                                                                | Miloslav Gureň, Dušan Salfický                    | nikdo                                               |      |
| 2003/2004                                                                | Dušan Salfický, Jan Hejda, Martin Richter         | Andrej Novotný                                      |      |
| 2004/2005                                                                | Jan Hejda, Jiří Trvaj                             | Martin Štrbák                                       |      |
| 2005/2006                                                                | nikdo                                             | Martin Štrbák                                       |      |
| 2006/2007                                                                | Jan Platil, Jiří Marušák                          | Martin Štrbák                                       |      |
| 2007/2008                                                                | Ladislav Kohn                                     | nikdo                                               |      |
| 2008/2009                                                                | nikdo                                             | nikdo                                               |      |
| 2009/2010                                                                | nikdo                                             | nikdo                                               |      |
| 2010/2011                                                                | Petr Čáslava, Karel Pilař, Jan Marek, Tomáš Netík | nikdo                                               |      |
| 2011/2012                                                                | Petr Čáslava                                      | Rastislav Staňa, Tomáš Surový, trenér Július Šupler |      |
| 2012/2013                                                                | nikdo                                             | Rastislav Staňa                                     |      |
| 2013/2014                                                                | nikdo                                             | Rastislav Staňa                                     |      |
| 2014/2015                                                                | Ondřej Němec                                      | nikdo                                               |      |
| 2015/2016                                                                | nikdo                                             | nikdo                                               |      |
| 2016/2017                                                                | nikdo                                             | nikdo                                               |      |
| 2017/2018                                                                | nikdo                                             | nikdo                                               |      |
| 2018/2019                                                                | nikdo                                             | nikdo                                               |      |
| 2019/2020                                                                | Jiří Sekáč                                        | nikdo                                               |      |
| 2020/2021                                                                | nikdo                                             | nikdo                                               |      |
| 2021/2022                                                                | nikdo                                             | nikdo                                               |      |
| 2022/2023                                                                | nikdo                                             | Christián Jaroš                                     |      |
| 2023/2024                                                                | nikdo                                             | nikdo                                               |      |
| 2024/2025                                                                | nikdo                                             | Christián Jaroš                                     |      |
| 2025/2026                                                                | nikdo                                             |                                                     |      |
| Češi - Zdroj na Eliteprospects.com Slováci - Zdroj na Eliteprospects.com |                                                   |                                                     |      |